# Barbapapà (EP)
Barbapapà è un extended play di Orietta Berti e Claudio Lippi con I piccoli cantori di Nini Comolli, pubblicato nel 1979; è la colonna sonora della seconda serie dell'anime omonimo.

## Descrizione
Ecco arrivare i Barbapapà è una cover della versione di Roberto Vecchioni pubblicata nel 1977, scritta da quest'ultimo, su musica e arrangiamento originali di Harrie Geleen e Joop Stokkemans; Harrie Geelen non è accreditato sui dischi italiani come autore della sigla, anche se è l'autore del testo originale. Al suo posto compare Bernard Bos, che è invece autore dei testi olandesi di altre canzoni dedicate ai Barbapapà.
Il paese di Barbapapà è la seconda traccia del lato a del disco, brano ispirato alla serie, scritto dagli stessi autori su testo italiano di Luciano Raggi.
L'opera delle rane è il lato b, brano ispirato alla serie, scritto dagli stessi autori su testo italiano di Luciano Raggi.
I brani sono stati inseriti nell'album monografico Barbapapà dedicato alla seconda serie.

## Tracce
Lato A
- Ecco arrivare i Barbapapà - (Roberto Vecchioni-Joop Stokkemans-Bernard Bos)
- Il paese di Barbapapà - (Luciano Raggi -Joop Stokkemans-Bernard Bos)

Lato B
- L'opera delle rane - (Luciano Raggi -Joop Stokkemans-Bernard Bos)